# Slick Airways
Slick Airways era una compagnia aerea cargo statunitense che operava anche voli di linea e charter tra il 1946 e il 1966. La compagnia aerea fu fondata da Earl Slick, un aviatore del Texas e multimilionario che insieme a suo fratello aveva ereditato 25 milioni di dollari (equivalenti a circa $ 324 milioni nel 2015) dopo la morte del padre nel 1930.

## Storia
La compagnia aerea era stata costituita nel gennaio 1946 come divisione cargo aereo della Slick Corporation, con sede a San Antonio. Slick Airways aveva possedeva una flotta originalmente costituita da Curtiss C-46 Commando con base al Lockheed Air Terminal (Burbank) e all'aeroporto di San Francisco. Nel 1949 iniziarono i voli cargo verso destinazioni nazionali e nel 1951 la Slick era diventata la più grande compagnia aerea all-cargo degli Stati Uniti. Il 16 aprile di quell'anno, Slick Airways era divenuta la prima compagnia aerea a operare la variante cargo del Douglas DC-6 (la variante passeggeri era stata introdotta con United Airlines cinque giorni prima).
Nel 1954, Slick Airways iniziò delle trattative per una fusione con la Flying Tiger Line a causa della crescente concorrenza delle compagnie aeree passeggeri, fallite perché i rispettivi azionisti non avrebbero approvato questi piani. Nel 1958 la compagnia fu costretta a sospendere tutti i servizi di linea, pur continuando ad operare voli charter per conto delle Forze Armate degli Stati Uniti, anche verso destinazioni europee. Una flotta di Lockheed L-1049 Super Constellation di nuova costruzione entrò in servizio con Slick nel 1959, inizialmente utilizzati per trasportare merci militari dalla base aerea di Travis vicino a Sacramento fino al Giappone. Questa operazione venne operata dai Canadair CL-44 dal 1962.
Nell'ottobre 1962 ripresero i voli di linea quando alla Slick Airways fu concesso il permesso permanente di operare sulla sua Rotta Transcontinentale 101. La rotta andava da San Francisco o Burbank a Dallas, Saint Louis, Chicago, Indianapolis e New York City ed era operata utilizzando i Lockheed Super Constellation. Il DC-6 veniva utilizzato su rotte secondarie. Inoltre, Slick Airways operava sulle cosiddette rotte domestiche Quicktrans per conto della Marina degli Stati Uniti. Nel 1965 venne ritirato l'L-1049 dalla Route 101 a favore del CL-44.
Il 27 agosto 1965, i voli di linea furono nuovamente interrotti a causa della scarsa situazione finanziaria della Slick e i voli charter militari terminarono entro la fine dell'anno. Il 1 luglio 1966, Slick Airways fu chiusa e le attività acquisite da Airlift International.

## Flotta
Nel corso degli anni, Slick Airways ha operato i seguenti tipi di aeromobili:
- Canadair CL-44
- Curtiss C-46 Commando
- Douglas DC-4
- Douglas DC-6
- Douglas DC-8
- Lockheed L-1049 Super Constellation

## Incidenti
Slick Airways subì nove incidenti che hanno provocato danni irreparabili a un aereo. In totale, 19 persone hanno perso la vita.
- Nel 1947, tre dei Curtiss C-46 Commando della compagnia si schiantarono a terra.
- 14 febbraio 1947 - Alle 04:20 ora locale, il C-46 registrato NC59486 si schiantò durante un avvicinamento ILS imperfetto all'aeroporto di Stapleton, uccidendo i due piloti.[7]
- 21 agosto 1947 - Alle 06:11, i tre occupanti a bordo di un C-46 (registrato NC59488) in volo da Denver a Los Angeles morirono quando l'aereo si schiantò contro la parete di un canyon vicino ad Hanksville, nello Utah, con un tempo nuvoloso e tempestoso, un tipico volo controllato contro il suolo.[8]
- 17 settembre 1947 - Alle 11:12, un altro C-46 (registrato NC59495) fu distrutto in un incidente di atterraggio al Lockheed Air Terminal di Burbank. Durante il volo da Denver, l'equipaggio si era imbattuto in forti venti contrari, che causarono una totale carenza di carburante. È stato effettuato un atterraggio d'emergenza su una pista di rullaggio e l'aereo scivolò su un'autostrada e un binario ferroviario adiacenti. I due piloti riuscirono a salvarsi.[9]
- 16 maggio 1948 - I due piloti di un C-46 (registrato NC59489) rimaseroo uccisi quando l'aereo si schiantò vicino all'Aeroporto Internazionale Port Columbus alle 20:42. Stavano volando da New York a Chicago, quando incontrarono delle forti turbolenze, a causa delle quali il timone dell'aereo rimase danneggiato, rendendolo incontrollabile.[10]
- 9 ottobre 1949 - Alle 17:54 un altro C-46 (registrato NC59485) si schiantò durante l'avvicinamento all'Aeroporto Regionale Cheyenne con forti venti e condizioni di ghiaccio atmosferico, uccidendo i tre occupanti a bordo.[11] Il 23 febbraio 1951, un altro C-46 (registrato N59490) incontrò una forte formazione di ghiaccio durante un volo da Burbank a San Francisco. I piloti effettuarono un atterraggio forzato su un'autostrada vicino a Newhall, in California. Questa volta non ci furono vittime.[12]
- 4 marzo 1953 - Un C-46 (registrato N4717N) si schiantò durante l'avvicinamento al Windsor Locks-Bradley Field su un volo partito da New York City, uccidendo i due piloti. Dopo un mancato avvicinamento in condizioni di tempesta, il pilota aveva perso il controllo del suo aereo ed era volato contro gli alberi alle 01:50 ora locale.[13]
- 3 febbraio 1963 - Alle 12:07, un Lockheed L-1049 Super Constellation (registrato N9740Z) colpì le luci di avvicinamento alla pista durante un maldestro tentativo di atterraggio all'aeroporto di San Francisco per poi schiantarsi. Delle otto persone a bordo, in quattro sopravvissero all'incidente.[14]
- 10 marzo 1964 - Alle 08:22 un Douglas DC-4 (registrato N384) si schiantò durante l'avvicinamento all'aeroporto Logan, uccidendo i tre occupanti. È stato stabilito che i piloti avevano perso il controllo dell'aereo a causa della formazione di ghiaccio.[15]